# Bundesstraße 288
Die Bundesstraße 288 (Abkürzung: B 288) ist eine Bundesstraße in Nordrhein-Westfalen. Sie führt von Krefeld, als Verlängerung der B 57, nach Duisburg-Huckingen. In Duisburg-Huckingen geht sie in die A 524 über. Auf Krefelder Seite heißt die Straße auch „Berliner Straße“, auf dem Duisburger Stadtgebiet „Krefelder Straße“. Die Grenze der beiden Städte liegt mittig auf der Krefeld-Uerdinger Brücke über dem Rhein.

## Trivia
- Die B 288 ist die Bundesstraße in Nordrhein-Westfalen, auf der die meisten LKW-Bewegungen gezählt werden
- In Mündelheim führt der einzige Weg für Fußgänger über die B 288 über eine Fußgängerbrücke.
- Die B 288 gehört zu den drei gefährlichsten Straßen in Duisburg. Hier ereignen sich bis zu 90 Unfälle im Jahr, teilweise mit tödlichem Ausgang oder schwer Verletzten. Bei den meisten Unfällen bleibt es aber bei Blechschäden.
- Die B 288 verläuft genau durch den Ort Mündelheim und teilt diesen in zwei Teile.
- Die B 288 soll in den kommenden Jahren, nach Plänen vom Landesbetrieb Straßenbau NRW, zu einer durchgängig vierspurigen Straße ausgebaut werden.[1]